# John Hyatt Downing
John Hyatt Downing (Granville, Iowa, 18 de março de 1888 – 1973) foi um escritor estadunidense.

## Biografia
John nasceu em Granville, Iowa, filho de J. H. Downing e Lucy Munday Downing, e sua família inicialmente foi para Hawarden, também em Iowa, antes de morar em Blunt, Dakota do Sul. Trabalhou no rancho de seu pai e depois o deixou para trabalhar com os inspetores da estrada de ferro, no oeste, retornando depois para a “University of South Dakota”, graduando-se em 1913. Após a formatura, ele realizou uma série de trabalhos, incluindo reportagens jornalísticas e ficção, escrita na cidade de Sioux, e também trabalhou no Internal Revenue Service, em Dakota do Sul. Durante esse período, connheceu e casou com Margery McGinnis; tiveram um filho, John, nascido em 1921. Em seguida a família mudou-se para o Novo México, porque Downing contraíra tuberculose, e em 1925, ele se recuperara e retornaram para o Centro-Oeste.
Ele trabalhou como agente de seguros em Saint Paul, Minnesota, enquanto escrevia alguns contos. De 1925 a 1930 publicou algumas histórias no “Scribner's Magazine”, sendo bem recebido pela crítica, porém, após uma promoção na companhia de seguros, parou de escrever. Depois de um intervalo literário de sete anos, largou o emprego, voltou para Sioux City, e se dedicou à carreira de escritor. Seu primeiro romance foi publicado em 1938, seguido de perto por mais quatro.
Após seu best-seller, "Sioux City", ter sido vendido para o cinema, Downing se mudou novamente, mas dessa vez para Los Angeles. Embora o livro nunca tenha sido filmado, Downing encontrou trabalho na Twentieth Century Fox escrevendo scripts para publicidade e rádio. Continuou a escrever e publicar, embora com menos sucesso. Sua última história publicada apareceu na revista Reader's Digest, em 1963,  “Muldoon the Magnificent“. J. Hyatt Downing morreu dez anos depois, aos 85 anos, em 1973.

## Lista parcial de obras
Contos
- "And Then It Was Spring"
- "Buffalo Grass"
- "The Butte"
- "Chicken Business"
- "Closed Roads" (Scribner's Magazine, agosto de 1925)
- "The Distance to Casper" (Scribner's Magazine, fevereiro de 1927)
- "Dream Street"
- "The First Illusion" (Scribner's Magazine, maio de 1930)
- "Furlough" (Farm Journal, julho de 1943)
- "Girl of Many Faces"
- "The Great MacLeod "
- "The Harvesters"
- "Head of the Family"
- "Headwork" (Liberty, November 6, 1946)
- "The House on Bad Woman Creek"
- “How Does Your Garden Grow"
- "If Darryl Zanuck..."
- "Just for the Night" (Good Housekeeping, 1940)
- "The Longer Shot"
- "A Man Needs a Horse"
- "The Man Who Killed Jeb Stuart"
- "The Marshal's Friend" (True, abril de 1947)
- "Old Cimmarron - On the Santa Fe Trail" (Westways, agosto de 1951)
- "One of the Boys"
- "Out of the Dark"
- "The Return of Willie Scroggs"
- "Rewards" (Scribner's Magazine, abril de 1926)
- "The Sage of Virgin Creek"
- "Sir, the King!"
- "Star Without Glamor" (Collier's, 20 de outubro de 1945)
- "Sun-Kissed Bangtails" (Collier's, 2 de março de 1946)
- "This Is Where He Walked"
- "Treasury of the Past"
- "We Went West" (Scribner's Magazine, maio de 1928)
- "Woman In A Hurry"

Romances
- A prayer for tomorrow,1938
- Hope of Living, 1939
- Sioux City, 1940
- Anthony Trant, 1941
- The Harvest is Late, 1944
- Garth (romance não-publicado)

## J. Hyatt Downing em língua portuguesa
- Tarde Demais (Sioux City), volume 112 da Coleção Biblioteca das Moças, da Companhia Editora Nacional, tradução de Maslowa Gomes Venturi, publicado em 1943.